# Франкенвини (мультфильм)
«Франкенви́ни» (англ. Frankenweenie) — полнометражный мультипликационный фильм режиссёра Тима Бёртона, снятый в формате 3D. Лента основана на одноимённом короткометражном художественном фильме, созданном Бёртоном на студии «Дисней» в 1984 году. Мультфильм, как и его первоисточник, был снят в монохромном изображении. Это третий мультфильм режиссёра, в котором используются технологии stop motion. Занимает 10 место в списке самых кассовых кукольных мультфильмов.
Студия «Дисней» объявила о запуске этого проекта в конце 2007 года, одновременно с заявлением о готовящихся съемках фильма «Алиса в Стране чудес», который также поставил Тим Бёртон. Подготовка к съемкам началась 27 марта 2008 года, в начале 2009 года студия-производитель объявила о переносе выхода фильма на 2012 год.

## Сюжет
Мальчик Виктор Франкенштейн увлечён естественными науками и снятием любительских маленьких фильмов. В главной роли часто играет бультерьер Спарки, пёс Виктора. Поскольку ещё не совсем взрослый Виктор серьёзно и с душой относится к опытам, школьный учитель физики называет его настоящим учёным.
Школьный учитель физики объявляет о проведении конкурса, и Виктор намерен участвовать. Но для этого требуется согласие родителей, и его отец, который хочет видеть спортивные успехи сына, подталкивает его к компромиссу. Во время одной из игр, погнавшись за мячом, пёс погибает под колёсами автомобиля. Виктор использует все свои знания, чтобы воскресить Спарки, и, поскольку действительно любит своего пса, ему это удаётся.
К сожалению, воскресшее существо, не изменившее свои повадки добродушного щенка, лишь пугает и вызывает недовольство соседей и родителей.
Опыт с воскрешением пса стал выдающимся, но не единственным — тема была подхвачена одноклассниками Виктора, желающими победить в проводимом в школе научном конкурсе. Украв чертежи Виктора, они начали воскрешать других животных. Вскоре в городке появились монстры из воскресших экспонатов конкурентов Виктора, которые бездушно шли к собственной победе на конкурсе…

## Главный герой
Спарки — бультерьер. Вся жизнь Спарки прошла в доме Виктора и его родителей. До своей смерти пёсик участвовал в киносъёмках, дружил с соседским пуделем, раздражал соседа, бегал за мячиком.
В результате несчастного случая Спарки попадает под машину. Виктор, опечаленный преждевременной кончиной собаки, решает с помощью электрического разряда, вернуть своего друга к жизни. Мальчик выкопал друга из могилы, с помощью нитки с иголкой соединил все части пса в единое целое, подключил его к телевизору, тостеру, электрической игрушке, дождался, когда в их маленьком городке начнется гроза, и добился того, чтобы Спарки получил мощный разряд электричеством, после чего собака оживает.
Пёс остаётся таким же весёлым и жизнерадостным, как и при жизни. Виктор, осознавая, что обычные люди не поймут его, прячет Спарки на чердаке дома. Но Эдгар, одноклассник Виктора, узнаёт тайну мёртвой собаки и решает воспользоваться ей для победы на городском конкурсе. Он шантажом заставляет Виктора оживить ему кого-нибудь. Виктор оживляет для него дохлую рыбку, но рыбка по какой-то причине становится невидимой. Обрадованный открытием Эдгар рассказывает про рыбку и собаку своим одноклассникам — Тошиаки, Странной Девочке, Бобу и Нассеру.
Ребята дружно идут на кладбище домашних животных и выкапывают каждый по одному животному и расходятся, чтобы оживить каждый своего подопытного.
Спарки очень переживал из-за своей изоляции. Пудель, друг Спарки, получил разряд током при прикосновении к нему, после чего у неё поседели виски. Виктор кормит Спарки только электрическими разрядами, вода, выпитая собачкой выливается наружу через швы. Мать Виктора случайно заметила героя на чердаке и очень испугала собаку своим криком. Пёс убеждается в том, что проблема в нём и убегает из дома с тяжёлым камнем на душе. Спарки прибегает на кладбище домашних животных, очень удивляется присутствием на нём своей могилы но, уставший бегать по городу и утомлённый пережитым стрессом, пёс засыпает. Виктор очень переживает за душевное состояние своего единственного друга, к тому же понимает, что людям не понравится собака, вернувшаяся с того света, отправляется искать Спарки, подключив к поискам своих родителей.
Между тем ожившие монстры — гигантская черепаха, крыса — оборотень, стая морских обезьян, хомяк-мумия и летучая полукошка-полумышь, бывший питомец Странной Девочки Мистер Кискис, терроризируют город.
Виктор и Спарки вновь объединяются и готовы спасти свой родной город и его жителей. Им удаётся избавиться от всех монстров, кроме злобного и неуправляемого, летающего Мистера Кискиса. Когда все воскресшие и усовершенствованные домашние животные снова вернулись в небытие, Мистер Кискис появился из темноты и похитил соседскую девочку Виктора, племянницу бургомистра, Эльзу. Жители города уверены, в этом похищении виновен Спарки и начинает преследовать его с целью сожжения. Виктор решает спасти своих друзей. Мальчик прибегает к старой ветряной мельнице, куда отнесла свою жертву летучая полумышь. Виктор бегом поднимается по ступенькам, но мэр города случайно поджигает кровлю. Друзьям удаётся спасти Эльзу, но Виктор теряет сознание и остаётся в горящей мельнице, а Спарки, спасая его, опять погибает.
Виктор не собирается вновь терять свою собаку, а горожане начинают испытывать раскаяние за попытку убийства собачки и благодарность за спасение детей, поэтому Виктор подключает Спарки к автомобилям, а местные жители заводят моторы и Спарки вновь оживает.

## Роли озвучивали
- Кэтрин О’Хара — миссис Франкенштейн / странная девочка / учительница физкультуры
- Мартин Шорт — мистер Франкенштейн / бургомистр / Нассор
- Чарли Тэхан — Виктор Франкенштейн
- Роберт Капрон — Боб
- Вайнона Райдер — Эльза ван Хельсинг
- Мартин Ландау — Ржикруски
- Аттикус Шаффер — Эдгар
- Кончата Феррелл — мама Боба
- Том Кенни — горожане
- Джеймс Хироюки Ляо — Тошиаки
- Кристофер Ли — Дракула (в кадрах одноимённого фильма)
- Джефф Беннетт — гигантские морские обезьяны (в титрах не указан)

## Критика
Фильм получил в основном положительные отзывы. На сайте Rotten Tomatoes на основе 224 обзоров фильм получил рейтинг 88 % со средней оценкой 7,6 из 10.
Роджер Эберт дал фильму 3 звезды из 4, отметив при этом, что фильм хоть и не является лучшим у Бертона, при этом обладает страстной энергией и очарованием. Джастин Чанг из Variety дал положительную рецензию, заявив, что фильм «демонстрирует высокий уровень дисциплины и художественной слаженности».
Тодд Маккарти из The Hollywood Reporter назвал фильм «посредственным» и написал: «Хотя различные творческие элементы отдают дань уважения любимому всеми старому стилю кинопроизводства, фильм в основном ощущается как фотокопии второго поколения ранних работ Бертона». Майкл Филлипс из Chicago Tribune дал фильму 2,5 звезды из 4, отметив, что: «Ключевые архетипы мультфильма тесно связаны с самыми известными классическими фильмами о Франкенштейне — оригиналом Джеймса Уэйла 1931 года и „Невестой Франкенштейна“ 1935 года».

## Награды и номинации
- 2012 — Премия кружка кинокритиков Нью-Йорка за лучший анимационный фильм.
- 2013 — Номинация на премию «Золотой глобус» за лучший анимационный фильм.
- 2013 — 5 номинаций на премию «Энни»: лучший анимационный фильм, лучший сценарий (Джон Огаст), лучшая работа художника (Рик Хайнрихс), лучшее озвучивание (Кэтрин О’Хара и Аттикус Шаффер).
- 2013 — номинация на премию BAFTA за лучший анимационный фильм
- 2013 — номинация на премию «Оскар» в категории «Анимационный фильм»

## Премьеры
- Мировая премьера мультфильма состоялась 20 сентября 2012 года на кинофестивале англ. Fantastic Fest в Техасе (США).
- Показом мультфильма 10 октября 2012 года открылся 56-й Лондонский кинофестиваль[12].